# Antonin Liehm
Antonin Jaroslav Liehm (né le 2 mars 1924 à Prague, mort le 4 décembre 2020 à Prague) est un journaliste, publiciste, critique et historien du cinéma. Dissident tchèque, Antonin Liehm émigre à Paris en 1969 où il fonde en 1984 avec Paul Noirot la revue Lettre internationale. 

## Biographie
Antonin Liehm naît en 1924 à Prague dans une famille bourgeoise. À contre-courant de son milieu, il entre au Parti communiste tchécoslovaque à la fin de ses études secondaires. Il étudie les sciences politiques à la Vysoká škola politická a sociální (cs) dont il est diplômé en 1949.

### Débuts:Kulturní politika
De 1945 à 1948, il collabore avec Emil Frantisek Burian à l'hebdomadaire Kulturni politika (Politique culturelle), proche du Parti communiste tchécoslovaque. En 1948, il entre au service de presse du ministère des Affaires étrangères grâce à l'appui de Vladimir Clementis, ministre des Affaires étrangères tchécoslovaque, qui sera jugé et condamné dans le procès de Prague, puis pendu avec Rudolf Slánský. Antonin Liehm est expulsé du ministère des Affaires étrangères et la revue Kulturni politika interrompue. 

### Litérarní novinyet le Printemps de Prague
Antonin Liehm rejoint en 1960 la revue Litérarní noviny, revue des écrivains tchèques, créée en 1927. La revue se libéralise largement à partir du dégel en 1956. Antonin Liehm y tient la rubrique cinéma et se fait un fervent défenseur des réalisateurs de la Nouvelle Vague (Jiri Menzel, Milos Forman, Ivan Passer...). Au Congrès des écrivains de 1967, les discours de rupture de Ludvik Vaculik, Milan Kundera ou Antonin Liehm ébranlent le régime. Litérarní noviny devient un journal emblématique du Printemps de Prague. Au printemps 1968, la censure est abolie, Litérarní noviny doit devenir un quotidien et les équipes de la revue, dont Liehm est devenu rédacteur en chef, emménager dans un nouveau bâtiment. Les travaux doivent commencer mi-septembre.  
La répression du Printemps de Prague par les troupes du pacte de Varsovie le 21 août 1968 met fin à l'aventure. En 1969, Liehm choisit l'exil et quitte Prague pour Paris.  

### Exil
Afin de gagner sa vie, Liehm se lance dans une carrière d'enseignant. Les universités françaises lui restent fermées, c'est donc aux États-Unis, en Angleterre et en Suisse qu'il enseigne le cinéma et la culture européenne. Treize ans plus tard, Liehm obtient un poste en France, d'abord à l'université Paris-VII, puis à l’École des hautes études en sciences sociales.  

#### Čtení na léto,150 000 slov, la Biennale de la dissidence
Liehm se lance dans la publication d'un almanach annuel de la littérature tchèque et slovaque publiée à l'étranger, Čtení na léto (Lectures d'été). Il publie également le magazine 150 000 slov (150 000 mots), une sélection de textes et d'analyses ignorés, volontairement ou non, par les médias. Ces publications sont introduites clandestinement de l'autre côté du rideau de fer.  
En 1977, Liehm est impliqué, avec sa femme Mira Liehm, dans la Biennale de la dissidence (Biennale del dissenso) à Venise,. 

#### LaLettre internationale
En 1984, Liehm fonde avec Paul Noirot la revue Lettre internationale, avec l'idée de lancer une publication intellectuelle résolument européenne. Dans un souci de dialogue des cultures, cette revue trimestrielle sera éditée simultanément en quatre langues (italien (1984), espagnol (1986), allemand (1988)). La Lettre internationale publie des essais, des reportages, des interviews, de la fiction, de la poésie, du théâtre. Umberto Eco, Edgar Morin, Enzensberger, Comte-Sponville, Todorov y signent des textes. À partir de 1989, Lettre internationale se développe dans l’est de l’Europe (serbo-croate (1989), tchèque (1990), croate, hongrois et russe (1991), roumain et bulgare (1992), polonais (1993)). 
L'édition française de Lettre internationale cesse de paraître en tant que tel en 1993, survit difficilement jusqu'en 2001, date à laquelle la revue s'arrête définitivement. La version allemande, Lettre international, est toujours active à ce jour.

## Archives
L'Institut mémoires de l'édition contemporaine (IMEC) conserve des archives d'Antonin Liehm. Le fonds comporte des documents biographiques, des articles et interviews, des documents administratifs et éditoriaux liés à Lettre internationale, de la correspondance et un important fichier d'adresses.
- Inventaire du fonds